# Andrena nasipolita
Andrena nasipolita là một loài Hymenoptera trong họ Andrenidae. Loài này được Strand mô tả khoa học năm 1913.